# Wałerij Krochan
Wałerij Mykołajowycz Krochan, ukr. Валерій Миколайович Крохан, ros. Валерий Николаевич Крохан, Walerij Nikołajewicz Krochan (ur. 4 grudnia 1951 w Chmielnickim, Ukraińska SRR) – ukraiński piłkarz, grający na pozycji napastnika, trener piłkarski.

## Kariera piłkarska
Wychowanek klubu Dynamo Chmielnicki, w barwach którego rozpoczął karierę piłkarską. W 1970 został powołany do służby wojskowej, podczas której występował w SKA Lwów. W 1973 powrócił do Dynama Chmielnicki. W 1975 roku w wyniku złamania kręgosłupa musiał zakończyć zawodową karierę piłkarza. Potem grał w amatorskim zespole Enerhija Chmielnicki, z którą w 1976 zdobył mistrzostwo obwodu.

## Kariera trenerska
Po zakończeniu kariery piłkarza rozpoczął pracę szkoleniowca. Pracował w sztabie szkoleniowym Traktora Chmielnicki, który potem zmienił nazwę na Adwis, i pod jego kierownictwen w 1994 debiutował w Trzeciej lidze. Na początku 1995 po fuzji z Tempem Szepetówka opuścił Adwis. W 1996 prowadził rosyjski klub Izumrud Timaszewsk. W 1997 dołączył do sztabu trenerskiego Podilla Chmielnicki. Po dymisji Witalija Kwarcianego, od października do końca 1997 roku pełnił obowiązki głównego trenera Podilla Chmielnicki. Następnego roku prowadził mołdawski klub Roma Bielce. Potem pracował w klubach w Rosji i Mołdawii. W 2001 został zaproszony na stanowisko dyrektora generalnego Nistru Otaci, którym kierował przez 5 lat. Następnie pracował jako trener selekcjoner w Podilla Chmielnicki. W roku 2009, po odrodzeniu klubu piłkarskiego Dynamo-Chmielnicki, został wybrany na dyrektora klubu. Tę funkcję pełnił aż do rozwiązania klubu w listopadzie 2013.